# Karlovići
Karlovići is een plaats in de gemeente Žminj in de Kroatische provincie Istrië. De plaats telt 35 inwoners (2001).